# A Night at the Opera
|  | Denne artikel omhandler et Queen-album, for Marx Brothers-filmen A Night at the Opera, se: Halløj i operaen |
A Night at the Opera er det fjerde studiealbum af den engelske rockgruppe Queen fra 1975 og betragtes som et af gruppens bedste album, især pga. megahittet "Bohemian Rhapsody".
Andre sange der markerer sig på albummet er slow rock-sangen "You're My Best Friend", Brian Mays folkinspirerede "'39" og hard rock-balladen "I'm in Love With My Car" .
Albummet og dets opfølger er opkaldt efter Marx Brothers-filmene Halløj i Operaen og En dag på galopbanen (på engelsk "A Night at the Opera" og "A Day at the Races"). Disse to album bliver ofte betragtet som ét projekt og sælges i dag også som dobbelt-CD.

## Tracklist
1. Death On Two Legs (Dedicated to...)* – (Mercury) – (3:43)
2. Lazing On A Sunday Afternoon – (Mercury) (1:07)
3. I'm In Love With My Car – (Taylor) (3:05)
4. You're My Best Friend – (Deacon) (2:52)
5. '39 – (May) (3:31)
6. Sweet Lady – (May) (4:03)
7. Seaside Rendezvous – (Mercury) (2:15)
8. The Prophet's Song – (May) (8:21)
9. Love Of My Life – (Mercury) (3:39)
10. Good Company – (May) (3:23)
11. Bohemian Rhapsody – (Mercury) (6:00)
12. God Save the Queen – (Arr. May)

- *"Death on Two Legs (Dedicated to...)" blev skrevet til Norman Sheffield, en producer Freddie Mercury havde arbejdet med, som Freddie Mercury hadede groft).

## Hitlister
| Land           | Hitliste          | Hitliste | Salg        | Salg      |
|                | Højeste placering | Uger     | Guld/platin |           |
| -------------- | ----------------- | -------- | ----------- | --------- |
| Australien     | 1                 |          |             |           |
| Finland        | 1                 |          |             | 20.000    |
| Holland        | 1                 |          |             | 300.000   |
| Storbritannien | 1                 | 50       | Platin      | 1.300.000 |
| Spanien        | 2                 |          |             |           |
| Norge          | 4                 | 16       |             |           |
| USA            | 4                 | 56       | 3*Platin    | 3.500.000 |
| Tyskland       | 5                 |          | Platin      | 700.000   |
| Østrig         | 9                 |          | Guld        | 25.000    |
| Japan          | 9                 |          | Guld        | 250.000   |
| Sverige        | 10                |          |             |           |